# Mirosław Trzeciak
Mirosław Trzeciak   (Koszalin, 11 d'abril de 1968) és un exfutbolista polonès, que jugava de davanter.
Va començar a destacar en l'equip de la seua ciutat natal, el Gwardia Koszalin, fins que el 1988 fitxa pel Lech Poznan, on romandria fins a 1995 (tret d'un breu pas pel suís BSC Young Boys a la 1994-95). La seua etapa a Poznan va ser la més reeixida, tot guanyant tres lligues, una copa i una supercopa polonesa.
Després d'una altra breu estada a l'estranger, ara al Maccabi Tel-Aviv, el 1996 s'incorpora al LKS Lodz, on milita tres anys. El 1999 marxa al CA Osasuna, de la competició espanyola, un equip, el navarrès, que s'havia destacat a la dècada dels 90 pels jugadors polonesos (Urban, Ziober, Staniek...). Però, Trzeciak no acaba de despuntar en els dos anys que roman a Pamplona. Entre 2001 i 2003 milita al Polideportivo Ejido, de la Segona espanyola, on penjaria les botes.
Després de la seua retirada, Trzeciak es faria càrrec dels equips de base de l'Ejido. Posteriorment, ha estat comentarista esportiu i director de desenvolupament esportiu del Legia.
Trzeciak ha estat 22 vegades internacional amb la selecció polonesa, tot marcant 8 gols.